# إسهال
الإسهال هي حالة توجد فيها ثلاث حركات أمعاء فضفاضة، سائلة، أو مائية على الأقل كل يوم. غالبا ما يستمر لبضعة أيام ويمكن أن يؤدي إلى الجفاف بسبب فقدان السوائل. غالبا ما تبدأ علامات الجفاف بفقدان التمدد الطبيعي للجلد والسلوك المتهيج. يمكن أن يتطور هذا إلى انخفاض التبول، فقدان لون البشرة، معدل ضربات القلب السريع، وانخفاض مستوى الوعي عندما يصبح أكثر حدة. ومع ذلك، فإن البراز الرخو غير المائي عند الأطفال الذين يرضعون رضاعة طبيعية حصرية، أمر طبيعي.
السبب الأكثر شيوعا هو عدوى الأمعاء إما بسبب فيروس، بكتيريا، أو طفيلي—وهي حالة تعرف أيضا باسم التهاب المعدة والأمعاء. غالبا ما يتم الحصول على هذه العدوى من الطعام أو الماء الملوث بالبراز، أو مباشرة من شخص آخر مصاب. الأنواع الثلاثة من الإسهال هي: الإسهال المائي قصير المدة، والإسهال الدموي قصير المدة، والإسهال المستمر (الذي يستمر لأكثر من أسبوعين، والذي يمكن أن يكون إما مائيا أو دمويا). قد يكون الإسهال المائي قصير المدة بسبب الكوليرا، على الرغم من أن هذا نادر الحدوث في العالم المتقدم. إذا كان الدم موجودا، فإنه يعرف أيضا باسم الزحار. يمكن أن يؤدي عدد من الأسباب غير المعدية إلى الإسهال. تشمل هذه عدم تحمل اللاكتوز، متلازمة القولون العصبي، حساسية الغلوتين لا بطني، الداء البطني، مرض التهاب الأمعاء مثل التهاب القولون التقرحي، فرط نشاط الغدة الدرقية، إسهال الأحماض الصفراوية، وعدد من الأدوية. في معظم الحالات، لا يلزم وجود تجميع البراز لتأكيد السبب الدقيق.
يمكن الوقاية من الإسهال عن طريق تحسين الصرف الصحي، مياه الشرب النظيفة، وغسل اليدين بالصابون. يوصى أيضا بالرضاعة الطبيعية لمدة ستة أشهر على الأقل والتطعيم ضد فيروس الروتا. محلول عن طريق الفم (ORS)—المياه النظيفة بكميات متواضعة من الأملاح والسكر—هو العلاج المفضل. يوصى أيضا بمكملات الزنك. تشير التقديرات إلى أن هذه العلاجات أنقذت 50 مليون طفل في 25 سنة الماضية. عندما يصاب الناس بالإسهال، يوصى بالاستمرار في تناول طعام صحي وأستمرار الرضاعة الطبيعية للأطفال. إذا لم يكن المحلول عن طريق الفم التجاري متاحا، فيمكن استخدام حلول محلية الصنع. في أولئك الذين يعانون من الجفاف الشديد، قد تكون هناك حاجة إلى السوائل الوريدية. ومع ذلك، يمكن إدارة معظم الحالات بشكل جيد بالسوائل عن طريق الفم. على الرغم من أنه نادرا ما يتم استخدام المضادات الحيوية، إلا أنه قد يوصى بها في حالات قليلة مثل أولئك الذين يعانون من الإسهال الدموي وارتفاع في درجة الحرارة، أولئك الذين يعانون من الإسهال الشديد بعد السفر، وأولئك الذين ينتجون بكتيريا أو طفيليات محددة في برازهم. قد يساعد اللوبراميد في تقليل عدد حركات الأمعاء ولكن لا ينصح به في أولئك الذين يعانون من مرض شديد.
تحدث حوالي 1.7 إلى 5 مليارات حالة إسهال سنويا. إنه الأكثر شيوعا في البلدان النامية، حيث يصاب الأطفال الصغار بالإسهال في المتوسط ثلاث مرات في السنة. يقدر إجمالي الوفيات الناجمة عن الإسهال بنحو 1.53 مليون في عام 2019—انخفاضا من 2.9 مليون في عام 1990. في عام 2012، كان ثاني أكثر الأسباب شيوعا للوفيات بين الأطفال الذين تقل أعمارهم عن خمس سنوات (0.76 مليون أو 11٪).
وفقًا لمنظمة الصحة العالمية تُعد أمراض الإسهال من الأمراض التي شهدت أكبر قدر من الانخفاض في عدد الوفيات، حيث تراجعت على الصعيد العالمي من 2,6 مليون وفاة عام 2000 إلى 1,5 مليون وفاة عام 2019.

## التعريف
حسب التعريف هو أن يقضي الإنسان حاجته من الغائط أكثر من ثلاث مرّات في اليوم، وحيث يتغيّر شكل البراز، وكميّته تفوق الـ 200 غرام في اليوم. يترافق عادةً مع الحاجة الضروريّة للذهاب لبيت الخلاء، وذلك بحدّ ذاته يعتبر مشكلة كبيرة.
وتتباين نوعيّة البراز بين المخاطيّ والقيحيّ والدامي. تكاثر عمليّة إخراج البراز بسبب مشاكل عمليّة للأمعاء مع كمّيّة طبيعيّة لا تتجاوز 200 غرام في اليوم، وكذلك سلس البراز لا يعتبران في هذا الإطار إسهالًا.
عندما تطول فترة الإسهال لأكثر من أربعة أسابيع يعتبر مزمنًا.

## أنواعه
يقسم الإسهال إلى عدّة أنواع:
- الأوسموتيّ: حيث تتسبّب قلّة انتقاء الموادّ الفعّآلة من الأمعاء ببقاء المياه أيضًا خارج الجسم وذلك يساهم بشكل مباشر بالإسهال الشديد
- الإفرازيّ: حيث تُفرز الأملاح والمياه بشكل ناشط وفعّال إلى الأمعاء ومنها إلى خارج الجسم. يكاد ينحصر هذا النوع بسموم البكتيريا مثل بكتيريا الكوليرا والـإيشيريشيا القولونية (بالإنجليزية: Escherichia coli)‏. لكن توجد أيضًا هورمون الـVIPـ (VIP= Vasoactive Intestinal Polypeptide) الذي يعطي تأثيرًا مشابهًا. ويمكن أن يحصل هذا النوع من الإسهالات عند الذين يصومون عن الأطعمة لفترة طويلة جدّا.
- المراريّ: حيث يتسبّب انخفاض القدرة على الحجز لدى الغشاء المخاطي المعويّ بأن تتسرّب الأملاح إلى الأمعاء. هذه الحال تكون على سبيل المثال لدى مرضى سرطان الأمعاء الغليظة أو الالتهاب المقرّح للأمعاء الغليظة، وكما الاسم فقد تسبّب قلّة امتصاص الأحماض المراريّة (العصارة الصفراء) بآثار مماثلة. وحتّى عند النشاط الزائد للغدّة الدرقيّة Hyperthyroidism.

## الأسباب

### 1- الإسهالات الحادّة
(أي غير المزمنة): تترافق العدوى بمسببات المرض (الفيروسات مثلًا) مع 90 بالمئة من الإسهالات الحادّة (البكتيريا إلخ) عبر تسمّم من الأطعمة بالسموم البكتيرية. كل سنة يمرض تقريبًا ثلث البشريّة مرّة بهذا النوع، القليل منهم بحاجةٍ عمليًا لمساعدةٍ طبّية.
الإسهالات تعود للكثير من أنواع المسبّبات المرضيّة. هذه المسبّبات المرضيّة تتجاوز الحاجز المتمثّل بحموضة المعدة وتتكاثر في الأمعاء. يتبع ذلك إفراز غير متحكّم به للمياه والمخاط من قبل الغشاء المخاطي، في نفس الوقت تتناقص قدرة الخلايا المعويّة على امتصاص الماء. هذا الماء المتبقّي في الأمعاء يزيد من سيولة المحتوى البرازيّ ويخرج معه إذًا.
المسبّب الأكثر شيوعًا للإسهالات غير المترافقة بالحمّى هي الفيروسات، وتكون على شكل التهاب الجهاز الهضميّ، وأكثرها انتشارًا بين الأطفال هو فيروس الروتا الذي يتسبّب بما يقارب 40 بالمئة من الإسهالات.
بينما حصّة البكتيريا مجتمعةً (سلمونيلا، شيغيلا Shigella وضمة الكوليرا...) هي أقلّ من 10 بالمئة لدى الصغار؛ من حالات وفيّات الإسهالات لدى الأطفال والتي تقارب الثلاث ملايين تعود حوالي نصف مليون إلى الروتافيروس وحدها.
أما أنواع الإسهالات المترافقة مع
- الحمّى (المتسبّبات تكون هجوميّة) فهي بكتيريات كامبيلوباكتر Campylobacter
- وبعض أنواع السالمونيلّا (التيفويّة)
- والأميبا (خاصة أميبا حالة للنسج)
- كما الحال عند مرض السل المعوي (أنظر ميكوباكتيريوم Mycobacteria).

عند الإسهالات الدمويّة يمكن أن تكون الأمراض التالية سببًا: (أو غيرها)
- التهاب القولون التقرحي
- متلازمة قرحة المستقيم الانفراديه
- داء كرون
- ورم سرطاوي
- التهاب الأفتاق الصغيرة Diverticulitis
- البواسير Hemorrhoid
- التهاب المعوي الغليظ والدقيق القليل التغذية الدموية ischemic enterocolitis
- سرطان الأمعاء الغليظة Colon carcinoma
- التهاب الأمعاء الغليظة الشبه-غشائي Psuedomembranous colitis
- الجمرة الخبيثة Anthrax
- بعد استهلاك نبات لونيسيرا Lonicera.

### 2- الإسهالات المزمنة
تقسم حسب نشأتها إلى الأوسموتيّة، الإفرازيّة، المترافقة بخلل حركيّ والالتهابيّة.
هنا نستخدم الفحوص السريرية (حرارة، أوجاع بطن؟...) وقصة تاريخ المريض سابقًا (طعام، موادّ مسهّلة؟) والتنظير المعوي Coloscopy أو غيره من الطرق الطبية المصورة لتحديد العلّة.
الأسباب هنا يكمن أن تكون من البسيطة وحتى الخطيرة:
- الشد النفسي Stress،
- حساسية شديدة على بعض أنواع الغذاء Food intolerance،
- نقص الغذاء خلل عمل البنكرياس أو الكبد أو حتّى المرارة،
- إصابة الأمعاء بالعدوى،
- إصابة بالطفيليّات،
- بعض الأمراض المناعة 'الزائدة'،
- أو بعض الأدوية والعلاجات لأمراض السرطان والمسكنات وحتّى الديجيتاليس (لبعض أمراض القلب).

الإسهال يمكن أن يؤدي بسب خسارة السوائل إلى الجفاف، وعبر خسارة الأملاح المهمّة كالبوتاسيم والمغنيسيوم والصوديوم إلى التشنّجات. الإسهال المتواصل يمكن أن يؤدّي إلى الوفاة.
يجب التنبيه إلى خلل الهضم عند الأطفال الرضّع Dyspepsia والذي يجب علاجه بدقّة لأنّه قد يؤدّي سريعًا إلى حالات صحية خطيرة أو إلى وفاة الطفل.
عند وجود كمّيّة من الدم في البراز الدامي يجب تفسير ذلك ومعرفة مصدر الدم.

## العلاج
عند المرضى المسنّين، الأطفال والرضّع يجب إبلاغ الطبيب. وفي الأساس على المرء أن يناول المريض أغذية سهلة الهضم. والمهمّ أيضًا هو تعويض خسارة السوائل والأملاح.
وبينما يمكن استباق الإسهال الكامل عبر الفحم الناشط -activated charcoal- (غرام واحد لكل كغ من كتلة الجسم) توضع تأثيراته عند المرض الفعليّ بالإسهال موضع الشكّ.

## العلاجات البديلة
أظهرت دراسة في عام 2010 عن فعالية البروبيوتيك في معالجة الإسهال. فقد أظهرت أن استعمال البروبيوتيك يخفّف من مدّة الأعراض بيوم واحد ويقلّل من فرص الأعراض التي تدوم لأكثر من 4 أيام بنسبة 60%. إن البروبيوتيك لاكتوباسليس يمكن أن تساعد في منع الإسهال الناتج عن المضادات الحيوية عند الراشدين ولكن ربما ليس عند الأطفال.

## الوقاية
هناك لقاح لفيروس الروتا لديه القدرة على خفض معدلات الإصابة بالإسهال. هناك حاليا اثنين من اللقاحات المرخّصة ضد هذا الفيروس. لقاحات جديدة ضد فيروس الروتا، الشيجيلا، ETEC والكوليرا ما تزال قيد التطوير فضلاً عن أسباب أخرى للإسهال المعدي.

## المصدر
1. 1 2 3 4  "whqlibdoc.who.int" (PDF). منظمة الصحة العالمية. مؤرشف من الأصل (PDF) في 2015-05-14.
2. 1 2 3 4 5 6 7 8 9 10 11 12 13 14 15 16 17 18 19 20 21 22 23  "Diarrhoeal disease". www.who.int (بالإنجليزية). Archived from the original on 2022-07-29. Retrieved 2022-07-31.
3. ↑  GBD 2015 Disease and Injury Incidence and Prevalence Collaborators (8 أكتوبر 2016). "Global, regional, and national incidence, prevalence, and years lived with disability for 310 diseases and injuries, 1990-2015: a systematic analysis for the Global Burden of Disease Study 2015". Lancet (London, England). ج. 388 ع. 10053: 1545–1602. DOI:10.1016/S0140-6736(16)31678-6. ISSN:1474-547X. PMID:27733282. مؤرشف من الأصل في 2022-04-04. {{استشهاد بدورية محكمة}}: |الأخير= باسم عام (مساعدة) والوسيط غير المعروف |PMCID= تم تجاهله يقترح استخدام |pmc= (مساعدة)صيانة الاستشهاد: أسماء عددية: قائمة المؤلفين (link)
4. 1 2  Dadonaite، Bernadeta؛ Ritchie، Hannah؛ Roser، Max (1 نوفمبر 2018). "Diarrheal diseases". Our World in Data. مؤرشف من الأصل في 2022-06-19.
5. ↑  مصطفى الشهابي (2003). أحمد شفيق الخطيب (المحرر). معجم الشهابي في مصطلحات العلوم الزراعية (بالعربية والإنجليزية واللاتينية) (ط. 5). بيروت: مكتبة لبنان ناشرون. ص. 824. ISBN:978-9953-10-550-5. OCLC:1158683669. QID:Q115858366.
6. 1 2 3  Anesthesia for otolaryngologic surgery. Cambridge, UK: Cambridge University Press. 2013. ISBN:978-1-139-77660-8. OCLC:817236282. مؤرشف من الأصل في 2022-07-31.
7. ↑  Sapone، Anna؛ Bai، Julio C.؛ Ciacci، Carolina؛ Dolinsek، Jernej؛ Green، Peter H. R.؛ Hadjivassiliou، Marios؛ Kaukinen، Katri؛ Rostami، Kamran؛ Sanders، David S. (7 فبراير 2012). "Spectrum of gluten-related disorders: consensus on new nomenclature and classification". BMC medicine. ج. 10: 13. DOI:10.1186/1741-7015-10-13. ISSN:1741-7015. PMID:22313950. مؤرشف من الأصل في 2022-07-27. {{استشهاد بدورية محكمة}}: الوسيط غير المعروف |PMCID= تم تجاهله يقترح استخدام |pmc= (مساعدة)صيانة الاستشهاد: دوي مجاني غير معلم (link)
8. 1 2  "Global Diarrhea Burden". CDC. 24 يناير 2013. مؤرشف من الأصل في 7 يوليو 2014. اطلع عليه بتاريخ 18 يونيو 2014.
9. 1 2 3  DuPont، Herbert L. (17 أبريل 2014). "Acute infectious diarrhea in immunocompetent adults". The New England Journal of Medicine. ج. 370 ع. 16: 1532–1540. DOI:10.1056/NEJMra1301069. ISSN:1533-4406. PMID:24738670. مؤرشف من الأصل في 2022-02-23.
10. ↑  Principles and practice of pediatric infectious diseases (ط. 4th ed). Edinburgh: Elsevier Churchill Livingstone. 2012. ISBN:978-1-4377-2059-4. OCLC:808094401. مؤرشف من الأصل في 2018-10-03. {{استشهاد بكتاب}}: |طبعة= يحتوي على نص زائد (مساعدة)
11. ↑  "Nation's Emergency Physicians Announce List of Test and Procedures to Question as Part of Choosing Wisely Campaign". www.choosingwisely.org (بالإنجليزية الأمريكية). 14 Oct 2013. Archived from the original on 2022-03-17. Retrieved 2022-07-31.
12. ↑  GBD 2015 Mortality and Causes of Death، Collaborators. (8 أكتوبر 2016). "Global, regional, and national life expectancy, all-cause mortality, and cause-specific mortality for 249 causes of death, 1980-2015: a systematic analysis for the Global Burden of Disease Study 2015". Lancet. ج. 388 ع. 10053: 1459–1544. DOI:10.1016/s0140-6736(16)31012-1. PMID:27733281. {{استشهاد بدورية محكمة}}: |مؤلف1-الأول= باسم عام (مساعدة)صيانة الاستشهاد: أسماء عددية: قائمة المؤلفين (link)